# Robert Gojani
Robert Gojani (Norbotnia, 19 de octubre de 1992) es un futbolista sueco que juega en la demarcación de centrocampista para el Kalmar FF de la Allsvenskan.

## Selección nacional
Tras la convocatoria del seleccionador sueco Janne Andersson, el 7 de enero de 2018 hizo su debut con la selección absoluta en un encuentro amistoso contra Estonia que finalizó con un resultado de empate a uno tras los goles de Henri Anier por parte de Estonia, y de Kalle Holmberg para el combinado sueco.

## Clubes
| Club                | País      | Año       | Partidos | Goles |
| ------------------- | --------- | --------- | -------- | ----- |
| Jönköpings Södra IF | Suecia    | 2015-2017 | 161      | 13    |
| IF Elfsborg         | Suecia    | 2018-2021 | 99       | 1     |
| Silkeborg IF        | Dinamarca | 2021-2023 | 37       | 0     |
| Kalmar FF           | Suecia    | 2023-     | 72       | 1     |